# Friedrich Zufall
Die Friedrich Zufall GmbH & Co. KG ist die Konzernobergesellschaft der Zufall Logistics Group (Eigenschreibweise: ZUFALL logistics group), eines weltweit agierenden Logistikdienstleisters mit Sitz in Göttingen.
Das Familienunternehmen wurde 1928 in Kassel gegründet und ist heute an zehn Standorten in Deutschland aktiv. 2017 beförderte Zufall rund 4,5 Millionen Sendungen und bewirtschaftete rund 350.000 m² Logistikfläche. In Deutschland und Europa ist die Gruppe langjähriger Partner in verschiedenen Transportnetzwerken wie System Alliance, System Alliance Europe, SystemPlus und Night Star Express.

## Unternehmen
Unter dem Dach der Konzernmutter Friedrich Zufall GmbH & Co. KG befinden sich die Unternehmen:
- Carl Axthelm + Friedrich Zufall GmbH & Co. KG
- Axthelm + Zufall GmbH & Co. KG Internationale Spedition
- Transland Spedition GmbH,
- LOGISTEC Logistik, Management & Consulting GmbH,
- Distribo GmbH (als Joint Venture mit der Sartorius AG),
- Team Trans Hamburg GmbH und
- Team Trans Logistics GmbH.

## Geschichte
Am 1. Juni 1928 gründete Friedrich Zufall die Firma Hessischer Fern-Verkehr Friedrich Zufall GmbH mit Sitz in Kassel. Wenige Jahre später kamen Niederlassungen in Fulda (1934) und Göttingen (1935) sowie eine Vertretung in Bremen und Bremerhaven (1937) hinzu. Nach mehreren Bombardierungen Kassels verlegte das Unternehmen seinen Sitz 1942/43 nach Göttingen. 1946 starb Friedrich Zufall, Gerhard F. Müller wurde Geschäftsführer und übernahm die Gesellschaftsanteile. Es folgten Niederlassungen in Osterode (1946), Hann. Münden (1949) und Hamburg (1960). 1948 wurde das Unternehmen in Hessisch-Südhannoverscher Fernverkehr Friedrich Zufall, 1965 in Friedrich Zufall Internationale Spedition (seit 1976 GmbH & Co. KG) umbenannt. Gerhard Müller übernahm 1968 die Geschäftsführung.
Seit 1966 bietet Zufall Luftfracht ab dem Flughafen Frankfurt an. Von 1970 bis 2014 bestand eine Arbeitsgemeinschaft mit der Navis AG für die Abwicklung von Seefracht. 1976 war Zufall Gründungsgesellschafter des DPD. Diese Anteile wurden im Jahr 2000 verkauft. Im Jahr 1986 gründete Zufall zusammen mit 10 weiteren mittelständischen Speditionen die Franchise-basierte Kooperation System-Gut Logistik Service GmbH als Schnelllieferdienst im Stückgutbereich und im gleichen Jahr (mit denselben Gesellschaftern) die DTL Deutsche Textil Logistik. 1988 schuf Zufall die Logistec GmbH als Logistikberatungsunternehmen und bezog im folgenden Jahr das erste Logistikzentrum in Fulda.
Nach der Wiedervereinigung wurde 1991 gemeinsam mit der Firma Carl Axthelm das Unternehmen Axthelm + Zufall GmbH & Co. KG in Kölleda (Thüringen) gegründet. 1993 war Zufall wiederum Gründungsgesellschafter des Nachtexpress-Netzwerkes Night Star Express. In diesem Netzwerk betreibt das Unternehmen bis heute vier Standorte (Kassel, Hünfeld, Nohra und Unna) sowie den zentralen HUB in Hünfeld. 2001 gründete Zufall das deutschlandweite Transportnetzwerk System Alliance mit, 2005 das europäische Pendant System Alliance Europe.
Zusammen mit der Sartorius AG gründete Zufall 2003 das Joint Venture Distribo GmbH in Göttingen. 2014 wurde für Distribo ein neues Logistikzentrum mit rund 15.000 m² im Groner Siekanger in Göttingen errichtet, in das der Logistikdienstleister rund 15 Mio. € investierte.  Seit 2003 baut das Unternehmen konsequent seine Kontraktlogistik-Aktivitäten aus und errichtete zahlreiche neue Logistikzentren in Kassel, Fulda, Nohra, Kandel und Hünfeld. Seit 2010 betreibt Zufall das GVZ Göttingen.
Mit den Beteiligungen an der Transland Spedition GmbH (2007) und der Team Trans Hamburg GmbH sowie Team Trans Logistics GmbH (2016) stärkte das Unternehmen gleichzeitig sein Leistungsangebot in den Bereichen Landverkehre und Seefracht.
Seit 2013 führt der Sohn Gerhard Müllers, Peter Müller-Kronberg, gemeinsam mit Jürgen Wolpert die Geschäfte des Familienunternehmens.
Im Mai 2017 gab das Unternehmen nach einjähriger Testphase die Vertiefung der Kooperation mit dem Start-up Unternehmen Pamyra am Standort Nohra bekannt. Die Kooperation umfasst die Zusammenarbeit über eine digitale Vertriebsplattform für Transportdienstleistungen.